# Jan Švankmajer
Jan Švankmajer  (Praga, 4 de setembro de 1934) é um artista surrealista checo. Seu trabalho abrange vários meios de comunicação. Ele é conhecido pela sua animação surreal e características, que têm influenciado grandemente outros artistas, como Tim Burton, Terry Gilliam, The Brothers Quay e muitos outros.

## Filmografia
- Dinner for Adele
- The Mysterious Castle in the Carpathiani
- Ferat Vampire
- Three Veterans	Tři veteráni
- Alice, 1988
- O Comilão Otesáner, 2000
- Faust, 1994
- Conspiradores do Prazer, 1996
- Lunacy, 2005
- Surviving Life
- Insects Hmyz

### Curtas-metragens
| Ano  | Titúlo em inglês                          | Título original                        |  |
| ---- | ----------------------------------------- | -------------------------------------- |  |
| 1964 | The Last Trick                            |                                        |  |
| 1965 | A Game with Stones                        |                                        |  |
| 1965 | Johann Sebastian Bach: Fantasy in G minor |                                        |  |
| 1966 | Punch and Judy                            | Rakvičkárna                            |  |
| 1966 | Et Cetera                                 | Et Cetera                              |  |
| 1967 | Historia Naturae, Suita                   | Historia Naturae, Suita                |  |
| 1968 | The Garden                                | Zahrada                                |  |
| 1968 | The Flat                                  | Byt                                    |  |
| 1968 | Picnic with Weissmann                     | Byt                                    |  |
| 1969 | A Quiet Week in the House                 | Tichý týden v domě                     |  |
| 1969 | Don Juan                                  | Dom Juan                               |  |
| 1970 | The Ossuary                               | Kostnice                               |  |
| 1971 | Jabberwocky                               | Žvahlav aneb šatičky slaměného Huberta |  |
| 1972 | Leonardo's Diary                          | Leonardův deník                        |  |
| 1977 | Castle of Otranto                         | Otrantský zámek                        |  |
| 1980 | The Fall of the House of Usher            | Zánik domu Usherů                      |  |
| 1982 | Dimensions of Dialogue                    | Možnosti dialogu                       |  |
| 1983 | Down to the Cellar                        | Do pivnice                             |  |
| 1983 | The Pendulum, the Pit and Hope            | Kyvadlo, jáma a naděje                 |  |
| 1988 | The Male Game                             | Mužné hry                              |  |
| 1988 | Another Kind of Love                      | Another Kind of Love                   |  |
| 1988 | Meat Love                                 | Zamilované maso                        |  |
| 1989 | Darkness/Light/Darkness                   | Tma, světlo, tmain"                    |  |
| 1989 | Flora                                     | Flora                                  |  |
| 1989 | Animated Self-Portraits                   | Animated Self-Portraits                |  |
| 1990 | The Death of Stalinism in Bohemia         | Konec stalinismu v Čechách             |  |
| 1992 | Food                                      | Jídlo                                  |  |